# 히다카 마사루
히다카 마사루(일본어: 日高 大, 1995년 3월 14일~)는 일본의 축구 선수이다.

## 구단 경력
그는 2017년 일본 풋볼 리그의 혼다 FC에 입단했고, 2년동안 팀에서 뛰었다. 2019년 일본 지역 리그의 이와키 FC로 이적했다. 2020년부터 일본 풋볼 리그로 승격했다. 2021년 일본 풋볼 리그 우승으로 J3리그로 승격했다. 2022년까지 89경기에 출전하여, 15득점을 넣었다. 2023년 J2리그의 제프 유나이티드 지바로 이적했다.